# サマリテーヌ百貨店

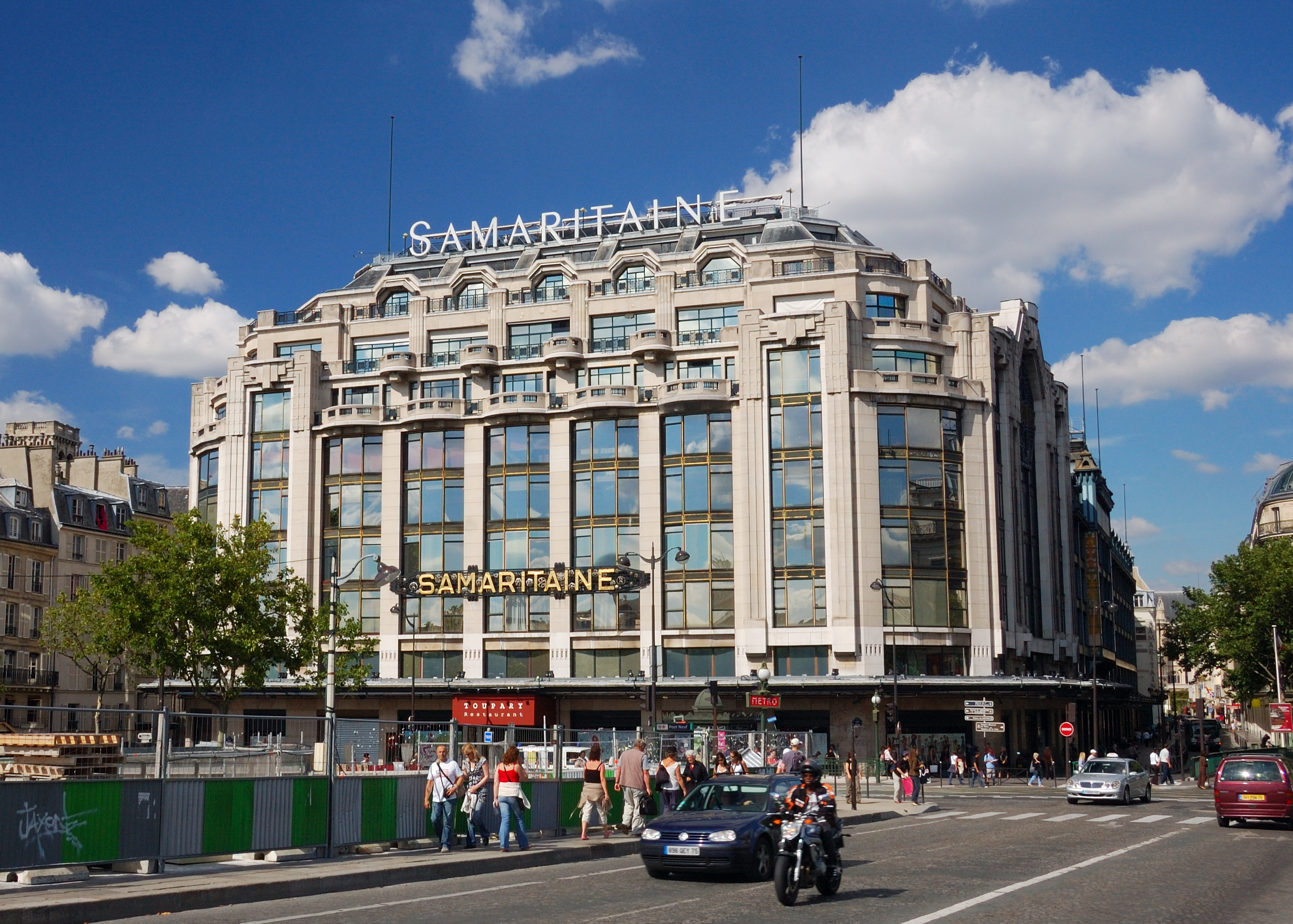
ポンヌフから見たサマリテーヌ百貨店

サマリテーヌ百貨店（ラ・サマリテーヌ　La Samaritaine）は、フランス、パリ1区のセーヌ右岸ポンヌフ近くにある百貨店。
1869年、セーヌ河畔に露天を出してネクタイを売っていたエルネスト・コニャック(Ernest Cognacq)が創設。元ボン・マルシェ百貨店の売り子だった妻のマリー=ルイーズ・ジェイ（Marie-Louise Jaÿ）も加わる。2001年にLVMHが資本参加、その後完全子会社化した。

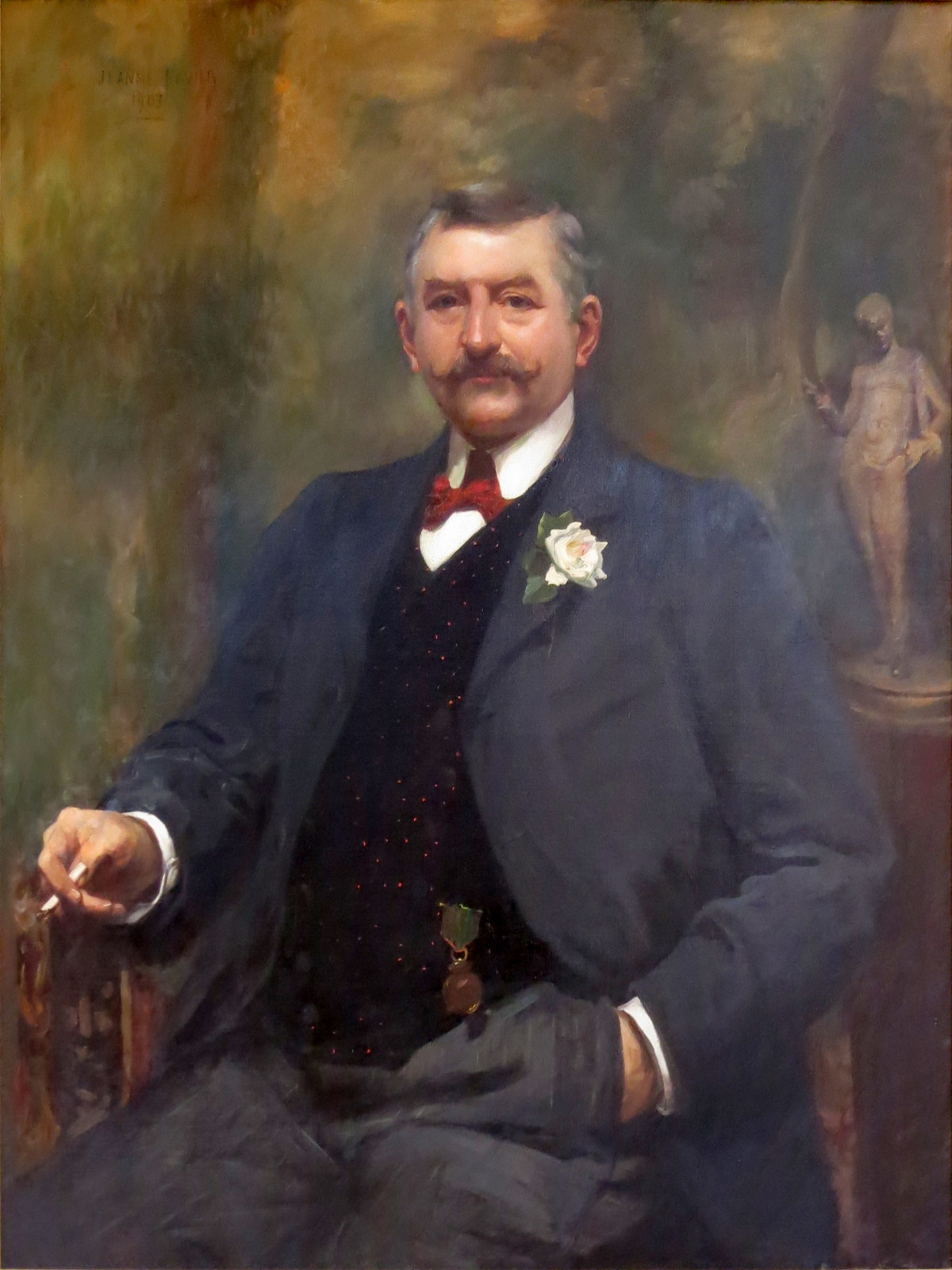
エルネスト・コニャック

2005年6月15日、安全規格を満たすための改修工事の目的でいったん休館。工事の中断や新型コロナウイルス感染症に伴う延期を経て、2021年6月23日に営業を再開した。改修プロジェクトには日本のSANAAが参画、免税店のDFSやホテル・シュヴァル ブランなどを併設した複合施設となっている。